# La Casa Nova del Castell
La Casa Nova del Castell és un mas del municipi de Cabanelles (Alt Empordà) inclòs en l'Inventari del Patrimoni Arquitectònic de Catalunya.

## Descripció
Situat a ponent del petit nucli de Queixàs i al sud del municipi de Cabanelles al qual pertany, a poca distància del castell de Biure.
Masia formada per dos cossos adossats que li proporcionen una planta més o menys rectangular. Presenten les cobertes de teula de dues vessants i estan distribuïts en planta baixa i pis. L'edifici principal, de planta allargada, presenta dos portals d'accés a l'interior d'arc rebaixat bastits en maons, un de mida gran situat a la façana de llevant i l'altre més petit a la façana de migdia. La resta d'obertures són finestres rectangulars amb els emmarcaments arrebossats. Adossat a la façana de tramuntana hi ha un cos allargat amb la coberta d'un sol vessant, actualment en restauració i ampliació. L'altre cos estructural de la construcció, reformat, està adossat a l'extrem de tramuntana de la façana de migdia. Presenta obertures rectangulars, les de la façana principal amb les llindes de fusta.
La construcció és bastida en pedra desbastada de mida mitjana, disposada irregularment i lligada amb morter. Alguns paraments han estat arrebossats i pintats.

## Història
Segons el Pla Especial d'identificació i regulació de masies i cases rurals de l'ajuntament de Cabanelles, La casa Nova del Castell és una edificació construïda vers el 1800. Actualment està sent rehabilitada i ampliada.